# Kritsada Sriwanit
Kritsada Sriwanit (thailändisch กฤษฎา ศรีวนิชย์, * 5. Januar 2000), auch als Case bekannt, ist ein thailändischer Fußballspieler.

## Karriere
Kritsada Sriwanit erlernte das Fußballspielen in der Jugendmannschaft des damaligen Erstligisten Chainat Hornbill FC. Der Club aus Chainat spielte in der ersten Liga des Landes, der Thai League. Am Ende der Saison 2019 musste der Verein den Weg in die Zweitklassigkeit antreten. Für den Verein bestritt er 37 Ligaspiele. Nach der Saison wurde sein Vertrag im Sommer 2023 nicht verlängert. Im Juli 2023 schloss er sich dem ebenfalls in der zweiten Liga spielenden Samut Prakan City FC an. Für den Verein aus Samut Prakan bestritt er zwanzig Ligaspiele. Nach einer Spielzeit wechselte er im Juli 2024 zum Ligakonkurrenten Chanthaburi FC. Für den Verein aus Chanthaburi bestritt er drei Ligaspiele. Im Januar 2025 wechselte er nach Pattaya zum ebenfalls in der zweiten Liga spielenden Pattaya United FC. Für den Verein aus dem Seebad bestritt er elf Ligaspiele. Im Sommer 2025 wechselte er zu dem ebenfalls in der zweiten Liga spielenden Nakhon Si United FC.